# Isabel Henríquez
Isabel Henríquez, auch Isabella Enríquez (* um 1610 in Spanien oder Portugal; † zwischen 1680 und 1683 in Amsterdam), war eine sefardische Dichterin aus marranischer Familie.

## Leben
Isabella Enríquez wurde um 1610 auf der iberischen Halbinsel geboren. Bis etwa 1634 verkehrte sie in den literarischen Kreisen Madrids und genoss laut Miguel de Barrios an den dortigen Akademien großes Ansehen (celebre en las Academias de Madrid por su raro ingenio). Von verschiedenen Dichtern wurden ihr Bücher gewidmet. So widmete ihr Isaak Cardoso sein Loblied über die grüne Farbe (Panegyrico y excelencias del color verde , Madrid 1634/35) und Miguel de Silveira seine Schrift Partenope Ovante. Um 1636 verließ sie Spanien, um dem zunehmenden Druck durch die Inquisition zu entgehen. Sie übersiedelte nach Amsterdam und kehrte dort offen zum Judentum zurück.
In Amsterdam machte sie die Bekanntschaft Miguel de Barrios, der ihr zwei Gedichte widmete. Er nahm sie in seine Relación de los poetas auf und zitierte darin ein Décima von ihr. Wie die ebenfalls aus Portugal stammende Dichterin Isabella Correa war sie Mitglied der Academia de los Sitibundos. Isabel Henríquez starb zwischen 1680 und 1683 in Amsterdam.